# 道の駅神林
道の駅神林（みちのえき かみはやし）は、新潟県村上市九日市にある国道7号の道の駅である。愛称は穂波の里（ほなみのさと）。

## 概要・沿革
1993年（平成5年）、当時の岩船郡神林村大字牧目584に開設された。オープン当初の愛称はあんあんむら。しかし国道7号と羽越本線に挟まれた箇所で、敷地が狭隘であるため駐車台数も少なく、大型車は事実上利用できなかった。軽食堂と農産物販売コーナーが設けられていたが、敷地の問題もあって運営体制は段階的に縮小され、軽食堂はラーメン店となったあと閉店した。
2002年（平成14年）10月に現在地へ移転。同時に愛称も穂波の里（ほなみのさと）に改称され、再び和食レストラン「穂菜味亭」や販売コーナー「穂波の里物産館」が設置された他、道路情報ターミナルも新設された。

## 施設
- 駐車場
  - 普通車：46台
  - 大型車：17台
  - 身障者用：1台
- トイレ（いずれも24時間利用可能）
  - 男：大 2器、小 4器
  - 女：4器
  - 身障者用：2器
- 公衆電話：1台
- 情報コーナー
- レストラン「穂菜味亭」（10:00 - 20:00）
- 特産物販売コーナー「穂波の里物産館」
- 公園

### 管理
- 国土交通省北陸地方整備局
- 村上市

## 休館日
- 無休（穂菜味亭、物産館は年末年始に限り休業）

## アクセス
- 国道7号 - 登録路線
- 神林岩船港IC-日本海東北自動車道から市道経由

## 周辺
- JR羽越本線 岩船町駅
- 岩船港
- お幕場森林公園（日本の白砂青松100選）
- 南大平ダム湖公園・神林村立天文台（ポーラースター神林）
- 塩谷のまちなみ
- 平林城（国史跡）